# 平田藤吉
平田 藤吉（ひらた とうきち、1921年10月28日 - 1991年1月31日）は日本の政治家。元衆議院議員（日本共産党公認）。日本共産党中央委員会委員。

## 来歴
埼玉県上尾市出身。保育園理事長や日本共産党埼玉県委員長などを経て、1972年の第33回衆議院議員総選挙で旧埼玉1区から出馬し初当選を果たす。国政選挙6度目の挑戦にして、トップ当選であった。当選1回。
1991年1月31日、急性心不全のため上尾市内の自宅で死去。69歳。